# 物部韓国氏
物部韓国氏（もののべのからくにのうじ）は、日本の氏族のひとつ。姓は連。

## 概要
饒速日命の六世孫・伊香我色雄命の後裔の人物が、武烈天皇の時代・6世紀の初期頃に、韓国（朝鮮半島か中国かは不明）に派遣された。帰国後、天皇に復命した際、韓国連の姓を賜った。（以上、『新撰姓氏録』）
氏名は、祖・物部塩児（物部木蓮子の孫、物部目の子）が武烈天皇の時代に朝鮮に渡ったことが由来であるとされ、『続日本紀』延暦9年11月条に、韓国連源等が「源等先祖塩児，以父祖奉使国名故改物部連為韓国連」と主張したことが記されている。
本貫地は、中世以降、「唐国」と記されている。『和泉市史』などは、現在の唐国町と推測している。